# フレスト寝屋川店

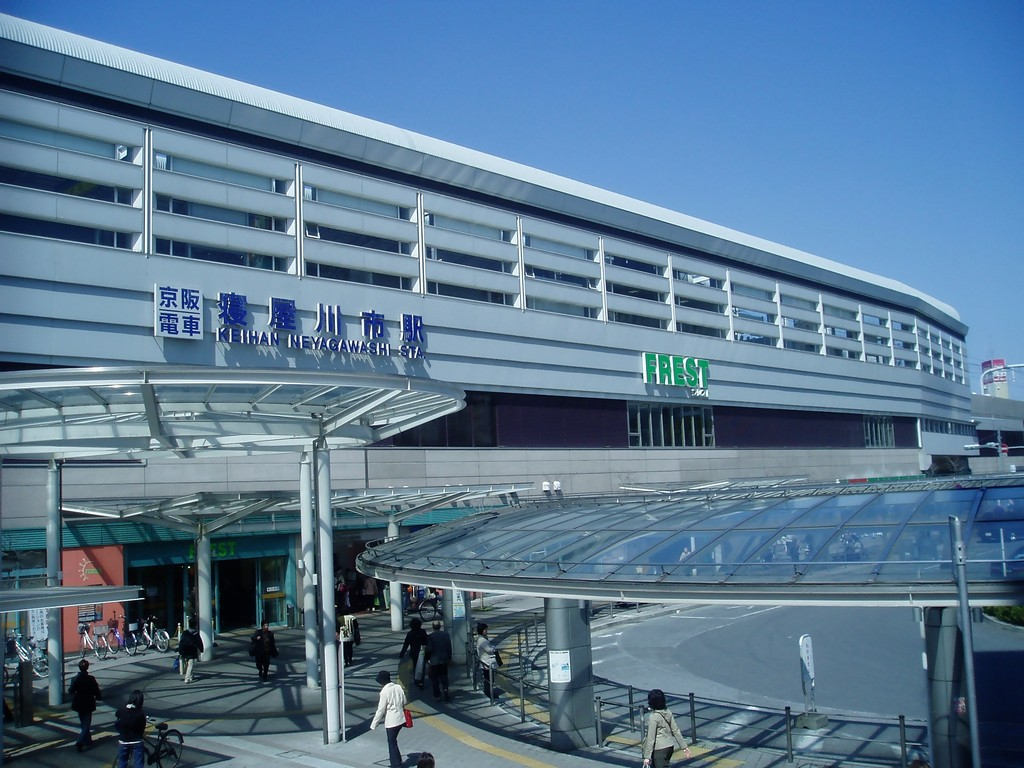
フレスト寝屋川店

フレスト寝屋川店（フレストねやがわてん）は、大阪府寝屋川市の寝屋川市駅にある商業施設である。

## 概要
フレスト寝屋川店は2003年3月26日にオープンしたフレストの3号店である。テーマは「おいしさミュージアム」。所在地は大阪府寝屋川市早子町16-10であり、寝屋川市駅の駅舎および高架下にあるため、特に通勤・通学客などで終日賑わっている。業態はSSM（スーパースーパーマーケット）であり、食料品のほか飲食店や各種専門店が入居している。
寝屋川市駅の東側ロータリーに面して立地している店舗が多いが、西側からも連絡通路で行き来は簡単である。また、高架下に立地する特性上、細長い区画となり、街区が分かれることからフレッシュギャラリーとジョイフルギャラリー、スタイリッシュギャラリー等に分類し、一体感を保っている。

## 入居店舗

### フレッシュギャラリー
- 食品スーパー（精肉・鮮魚・野菜・果実・惣菜・弁当・銘酒・銘菓）
- ベーカリーカフェ　サンマルク
- 和菓子 一力総本店
- 洋菓子 スイーツインクルージョン
- 和洋菓子　でんぺい

### ジョイフルギャラリー
- 地鶏料理 とりひめ
- 海鮮丼 ザ・どん
- 居酒屋 旬鮮の房 はたごや
- 中華一品料理 談天飯天 王WAN
- CD・DVDレンタル TSUTAYA
- ドラッグ 薬ヒグチ
- 英会話スクール エピオン

### スタイリッシュギャラリー
- 美容院 JAM 恷

## 経緯
1990年11月27日に開始された寝屋川市駅高架化工事にともない、京阪グループが経営するフレストの3号店目として建設することが決定された。以前より寝屋川市駅前には食品スーパーが多数あり、周辺の食品スーパーとの競争化が懸念されたが高感度な商空間を提供し、百貨店並みの高品質の商品を販売すること、また仕事帰りの人をターゲットにするなど他の店舗との差別化を図り、その懸念は打破された。

## 店舗配置

### 寝屋川市駅 駅舎1F
- フレッシュギャラリー各店舗

（東側が入口）

### 京都側高架下
- ジョイフルギャラリー各店舗

（東側が入口。TSUTAYAは東側、西側ともに入店可能）

### 大阪側高架下
- スタイリッシュギャラリー各店舗

（西側が入口）